# Кастельпагано
Кастельпагано (итал. Castelpagano) — коммуна в Италии, располагается в регионе Кампания, подчиняется административному центру Беневенто.
Население составляет 1695 человек, плотность населения составляет 45 чел./км². Занимает площадь 38 км². Почтовый индекс — 82020. Телефонный код — 0824.
Покровителями коммуны почитаются Христос-Спаситель и святой Донат из Ареццо, празднование 6 августа.